# Commelina bequaertii
Commelina bequaertii là một loài thực vật có hoa trong họ Commelinaceae. Loài này được De Wild. mô tả khoa học đầu tiên năm 1913.